# Peppermint Winter
Peppermint Winter je vánočně zaměřená píseň americké popové skupiny Owl City. Singl byl vydán 14. prosince 2010. Produkce se ujal člen a zakladatel skupiny Adam Young.

## Zajímavosti
Na Last.fm Adam píseň okomentoval: "Je to o mém osobním zapojení se do koulovaček a odklízení sněhu. Jezdění na sáňkách, dávání a dostávání dárků, přijímání báječné vánoční výživy (nebo jejím nedostatku), konkrétně cukroví, horké čokolády, peprmintových cukrových hůlek. Píseň je o pošilhávání po kráse, která jemně usedá kolem nás jako křehké vločky čerstvě napadaného sněhu, navíc vnuká myšlenku, že vlastně vůbec nikdo nemusí jen pošilhávat, neboť stejná nádhera je doslova všude.'"
Peppermint Winter je lehká, jakoby valčíková píseň, která spojuje syntetické takty a vokály. Rytmus je tvořen hlavně pomocí rolniček a tu a tam bubny. Také se často objevuje piáno, a to mezi dřevěnými strunovými a dechovými nástroji.
Z melodie této skladby Adam vytvořil krátkou píseň "The Joy In Your Heart", která měla být ukázkou či návrhem právě pro píseň "Peppermint Winter".

## Hitparáda
| Země                      | Umístění |
| ------------------------- | -------- |
| Kanada (Canadian Hot 100) | 65       |